# Erik Feller
Pour les articles homonymes, voir Feller.

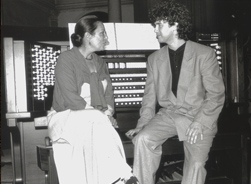
Rencontre entre orgue et musique de film avec l'actrice Bernadette Lafont (1998).

Erik Feller, né le 29 juin 1962 à Toulouse est un compositeur et organiste français.

## Biographie
Abandonné à sa naissance le 29 juin 1962 à Toulouse (France), les origines exactes d’Erik Feller (né sous x), restent inconnues. Adopté en 1965, il grandit et restera le fils unique d’une famille aisée dont le père adoptif, Pierre Harquin,, travaille dans l’aviation comme mécanicien d’essais en vol chez Breguet à Colomiers près de Toulouse. En 1969, il part vivre aux USA avec sa famille et séjourne à New-York et Atlantic City, où son père collabore dans un projet aéronautique entre Breguet Aviation et McDonnell Douglas. Ce séjour marquera sa fascination de l’aventure spatiale avec la rencontre du cosmonaute Michael Collins que son père côtoie sur les pistes d’essais en vol. De retour en France, c’est à l’âge de 10 ans qu’il découvre la musique à la suite d'un accident qui l’immobilise pendant près d’un an. Sa fascination pour la musique de J.S Bach est immédiate, et il décide de devenir musicien.
Erik Feller commence ses études de piano et solfège au Conservatoire de Toulouse à l’âge de 12 ans, et parallèlement l’orgue à la Cathédrale de la ville, avec Madame Darasse Laroyenne. Entré à l’école César-Franck (Paris) en 1980, il poursuit sa formation auprès de Léon Souberbielle et obtiendra le prix César Franck en 1982. Au sein des conservatoires de Bordeaux et Orsay, il devient successivement l’élève de Francis Chapelet et d’André Isoir. Entre 1980 et 1983, J. Marichal le sollicite, pour le remplacer à l’orgue de Chœur de Notre-Dame de Paris.
Il enregistre avec la Maîtrise de Notre-Dame son premier disque dans la cathédrale (Ed. Sel, 1982) et suit l’enseignement de Pierre Cochereau. En 1984 il fait la rencontre de Louis Gasté (dit Loulou), mari et producteur de Line Renaud, qui devient son éditeur et producteur (Libera me, musique Erik Feller, Cabaret de Paris Editions Louis Gasté). En 1991 par l’intermédiaire de son ami peintre suédois Bengt Lindström, il fait la connaissance de l’actrice Bernadette Lafont à Sommières (les ateliers de vidéo de Sommières), avec laquelle il se lira d’une amitié indéfectible et l’introduira en qualité de compositeur dans le monde de l’image et du cinéma. À cette occasion il crée la musique de son court métrage « Voyelle ». En 1999 il signe son premier contrat chez Warner Chappell Music France (Musique Erik Feller Jour de rêve, C’est écrit ).
Erik Feller a été pendant près de 15 ans (de 1999 à 2014) professeur d’orgue au Conservatoire Niedermeyer, (France). Pour l'année J.S Bach (2000), il crée en première mondiale, l'enregistrement des six Partitas pour claviers (BWV 825 à 830) qu'il transcrit pour l'orgue. Également en première mondiale les Grandes Études pour orgue de S. Neukomm en 2002, tout premier enregistrement du nouvel orgue Grenzing de la cathédrale de Madrid, puis les Variations Goldberg de J.S Bach en 2005, à l'Orgue Historique Silbermann de la Petrikirche de Freiberg. En 2007, à la suite de son enregistrement sur l'orgue historique de Cintegabelle (France) des quatre suites de J.A Guilain , il rentre officiellement en conflit ouvert avec le clergé de cette Église et l’Église de France,, et dénonce l’inféodation des organistes à la Charte des organistes « qui les lie de façon féodale au clergé », selon son propre mot. Il revendique pour l’orgue et les organistes un statut purement musical et d’instrumentaliste. Depuis 2012, Erik Feller se consacre plus particulièrement à la composition. Son catalogue comprend près d’une centaine d’œuvres essentiellement symphoniques en catalogue chez trois éditeurs, et à destination de la musique de ballet et la musique de film. En 2014 il réalise en première mondiale la transcription symphonique des œuvres d’orgue de César Franck. En 2017 il réalise une création musicale pour le salon International du bourget. En 2022 il compose la musique pour deux nouvelles écrites par Bernard Duvert et interprétées pas les acteurs Andréa Ferréol et Michel Fau, « Bouquet Final et l'Urinoir ». En 2024, il réalise la musique du film “Bernard Duvert, l’Esprit souffle où il veut” de la réalisatrice Nathalie Vannereau, dans lequel ont participé Jean-Claude Dreyfus, Andréa Ferréol, Michel Fau, Arlette Chabot, Hélène Nougaro, Mgr Jacques Gaillot et Daniel Vaillant. A l’occasion des “Flâneries d’Art Contemporain” à Aix-en-Provence, il compose la musique pour la première de la pièce “Les deux Reines” d’Erwin Zirmi, avec dans les deux rôles principaux Andréa Ferréol et Frédérique Tirmont. L’ensemble de sa discographie est récompensée par la presse nationale et internationale.
« Erik Feller a le sens des vastes espaces, des architectures monumentales. Il est un homme de ce temps, un musicien inspiré qui nous transporte dans un monde de grandeur, de générosité et d'idéal. »
— Marc Honegger

## Enregistrements

### Discographie orgue
Œuvres enregistrées
- J.S Bach Chorals, CITADELLE 33 avec la Maîtrise Notre-Dame de Paris Dir. Jehan Revert, orgue Erik Feller, enregistré sur l'orgue de chœur de Notre-Dame de Paris en 1982. Ed. Sel (1982, France).
- J.S Bach partitas BWV 825 à BWV 827 transcription pour orgue Erik Feller (première mondiale), enregistré en France, Disques Arion (2000, France).
- J.S Bach partitas BWV 828 à BWV 830 transcription pour orgue Erik Feller (première mondiale), enregistré en France, Disques Arion (2001, France).
- Johann Pachelbel intégrale des Toccatas, enregistré en France, Disques Arion (2001, France).
- Sigismond Neukomm 9 Grandes Études pour orgue (première mondiale), enregistré en Espagne (Cathédrale de Madrid), Disques Arion (2002, France).
- C.P.E Bach les 6 sonates pour orgues, enregistré en Allemagne, Disques Arion (2004, France).
- J.S Bach Variations Goldberg, transcription pour orgue Erik Feller, enregistré en Allemagne, Disques Arion (2005, France).
- Jean-Adam Guilain 4 suites sur le Magnificat, enregistré en France, Disques Arion (2006, France).
- Répertoire 1982 à 2012, orgue Erik Feller, Enregistré sur dix orgues historiques différents en Europe. REF. : 290662012/1 (2012).
- Clavier Solo, J Pachelbel, A Mestres, J.S Bach, G.F Haendel, C.P.E Bach, W.A Mozart, Pablo Bruna. REF.: FOR 16887 (2018)[15].

Récompenses discographiques de la presse musicale
- 6 récompenses Le Monde de la musique,
- 5 récompenses Diapason Magazine,
- 5 récompenses Hifi-Vidéo Magazine,
- 2 récompenses Classica Magazine,
- 1 récompense Répertoire Magazine.

### Discographie musique de film
- l’Esprit souffle où il veut, long métrage : Erik Feller , Les Films du Rhizome - Ed Artys (2024),
- Symphonic World, musique de film : Erik Feller , Ed. Soundset Recordings (USA) (2017).
- Gregorian Orchestra, musique de film : Erik Feller, Ed Dom-Forlane (2016) [16]
- Symphonic Variations, musique de film : Erik Feller , Ed. Soundset Recordings (USA) (2015).
- Fantastika , musique de film : Erik Feller , Ed B.Hutin (1992).

### Discographie pour le théâtre
- Les deux Reines, musique Erik Feller, une pièce d'Erwin ZIRMI avec Andréa Ferréol et Frédérique Tirmont (2024)
- Bouquet final, l'urinoir,  Erik Feller avec Andréa Ferréol et Michel Fau, Ed. Artys (2022).

### Discographie divers
- Jour de rêve, C’est écrit,  musique : Erik Feller, Ed. Warner Chappell Music France et Emi (1989).

## Compositeur
Le catalogue d’Erik Feller comprend près d’une centaine d’œuvres, principalement des musiques symphoniques, symphoniques avec chœur, musiques de ballet et électro acoustiques.

### Œuvres principales Symphoniques (Liste sélective)
- Choral en La mineur (D'après l’œuvre d'orgue de César Franck) (Ed. Solely)
- Prélude en Si mineur (D'après l’œuvre d'orgue de César Franck) (Ed. Solely)
- Choral en Si m (D'après l’œuvre d'orgue de César Franck) (Ed. Solely)
- Cantabile en Si M (D'après l’œuvre d'orgue de César Franck) (Ed. Solely)
- Passacaille (Ed. Solely)
- Variations symphoniques 1,2,3,4  (Ed. Solely)
- Il était une fois (Ed. Solely)
- Beyond Mountains (Ed. Soundset Recording USA)
- Dance  (Ed. Soundset Recording USA)
- Departure  (Ed. Soundset Recording USA)
- During the night   (Ed. Soundset Recording USA)
- Pawor of the Oceans (Ed. Soundset Recording USA)
- Plenitude  (Ed. Soundset Recording USA)
- Loneliness in the City (Ed. Soundset Recording USA)
- Mystery (Ed. Soundset Recording USA)
- Meeting (Ed. Soundset Recording USA)
- Strange world  (Ed. Soundset Recording USA)

### Œuvres principales Symphoniques avec chœur (Liste sélective)
- Rite (Ed. Soundset Recording USA)
- Citadelle 33 ( Ed. Sel France)
- Requiem (Ed. Dom-Forlane)
- Ave Marie Stella (Ed. Dom-Forlane)
- Gloria VI (Ed. Dom-Forlane)
- Ubi Caritas (Ed. Dom-Forlane)
- Christe Redemptor (Ed. Dom-Forlane)
- Pange lingua (Ed. Dom-Forlane)
- Potum meum (Ed. Dom-Forlane)
- Salve Mater (Ed. Dom-Forlane)
- Altitude  (Ed. B.Hutin France)
- Enigme 2 (Ed. B.Hutin France)
- Incantation  (Ed. B.Hutin France)
- Pérestroïka 7 (Ed. B.Hutin France)
- Rituel  (Ed. B.Hutin France)
- Sorcellerie  (Ed. B.Hutin France)
- Vercingétorix (Ed. B.Hutin France)
- Vision  (Ed. B.Hutin France)

### Œuvres principales électro acoustiques (Liste sélective)
- Electronic walk in the city (Ed. Soundset Recording USA)
- Eletro 1,2,3  (Ed. Solely)
- Les voyageurs (Ed. B.Hutin France)
- Mechanical world  (Ed. Soundset Recording USA)
- Sunrise (Ed. Soundset Recording USA)
- Toccata industrielle (Ed. Solely)
- Urban Progress  (Ed. Soundset Recording USA)

### Œuvres principales musiques de ballet (Liste sélective)
- Menuet (Ed.Solely)
- Chant 1, 2  (Ed.Solely)
- Ouverture sur un toit (Ed.Solely)
- Funambule (Ed.Solely)
- Naissance (Ed.Solely)
- Oh laissez moi mourir (Ed.Solely)
- Trio (Ed.Solely)
- Suivons les pas  (Ed.Solely)
- Ronde infernale (Ed.Solely)
- C’est pas pareil (Ed.Solely)

### Œuvres événementielles
- Salon International du bourget 2017

## Compositeur de musique de film et d'image
Formé à l’orchestration et à la musique contemporaine par le compositeur  Gérard Masson, Erik Feller travaille pour le cinéma et des maisons prestigieuses comme Warner Chappell, Emi, Soundset Recording (USA), Dom Forlane, ainsi que les  éditions de musique B.Hutin. L’ensemble de ses créations musicales sont distribuées dans plus de 50 pays à travers le monde. Collaborations régulières avec TF1, France 2, Arte, France 5, et de nombreuses chaines télévisées en France et à l’étranger.
Films
- L'imprévu (Court métrage)
- Les Pantins (court mét. Avoriaz)
- Les voyageurs
- Néréide  (Court métrage)
- Jeu du labyrinthe (Doc. France 2)
- Voyelles (Court M. avec B. Lafont)
- Vercingétorix (Doc. Arte)
- Incantation
- Pérestroïka (Doc. Arte)
- Altitude 101 (Doc. France 5)
- La bataille d’Alésia (Doc. Arte)
- Un peu de rien
- Il était une fois (Film d’animation)
- Quatre saisons
- Songe passé (Cout métrage)
- L’aventure des fleuves (Doc. France 5)
- Un plus un (Doc science Arte)

## Compositeur de musique de ballet
Depuis 2011, Erik Feller est sollicité régulièrement par le monde de la danse, et répond à des commandes de chorégraphes français et étrangers. Ses créations musicales sont soutenues par la Sacem et l’Adami pour l'aide à la création.
Ballets importants
- 2011, final du Festival Danse en Places de Montauban (France), création musicale Erik Feller, chorégraphie Alain Marty.
- 2013, Opéra Danse création musicale Erik Feller, chorégraphie Michel Hallet Eghayan (Lyon, France).
- 2014, Une nuit des pas sur un toit, création musicale Erik Feller, chorégraphie Alain Marty, festival Danse en places de Montauban (France)

## À voir et entendre
- Youtube : Erik Feller musique L'Imprévu, Extraits Film 2016
- Youtube : Erik Feller musique L'Imprévu, Extraits n°2 Film 2016
- Youtube : Music Film Score 1 - musique Erik Feller.
- Youtube : Musique Opéra Danse 2014 - création musicale Erik Feller.
- Youtube : Une nuit des pas sur un toit - création musicale Erik Feller 2014.
- Youtube : Erik Feller plays Notre Dame de Paris Great Organ.
- Vimeo : Erik Feller Salve Mater 2015 - musique Erik Feller.
- Vimeo : Erik Feller - C.Franck - musique Erik Feller.
- Vimeo : Erik Feller Requiem 2015 - musique Erik Feller.
- Dailymotion : Erik Feller Film Score 3 - musique Erik Feller.
- Dailymotion : Erik Feller Film Score 4 - musique Erik Feller.